# Нойгерсдорф
Нойге́рсдорф (нем. Neugersdorf) — город в Германии, в земле Саксония. Подчинён административному округу Дрезден. Входит в состав района Гёрлиц. Население составляет 6227 человек (на 31 декабря 2006 года). Занимает площадь 5,53 км². Официальный код — 14 2 86 260.